# Brodski rashladnici
Brodski rashladnici su izvedba rashladnika namijenjenih za upotrebu na brodu.
Danas se na brodovima sreću dvije vrste rashladnika, koji se razlikuju po svom izgledu i karakteristikama. To su pločasti i cijevni rashladnici.

## Pločasti rashladnici
Pločasti rashladnici su rashladnici koji se nalaze na novijim brodovima, dok stariji brodovi imaju samo cijevne rashladnike. Pločasti rashladnici zbog svojih karakteristika se koriste uglavnom kao rashladnici vode i ulja u sustavu s posrednim hlađenjem, tj. centralnim hlađenjem, iako mogu imati i druge namjene. 
Danas se pločasti rashladnici na brodove ugrađuju radi smanjenja gabarita rashladnika, te radi manjeg obima održavanja, i to uglavnom u sustavima s posrednim hlađenjem. Kao primarni rashladnik u većini tih sustava se i dalje zadržao cijevni rashladnik radi manjih troškova prilikom čišćenja rashladnika, kao i lakšeg i bržeg rada na njima.

## Cijevni rashladnici
Većinu rashladnika na brodovima danas čine cijevni rashladnici, koji iako veći i teži imaju jeftinije i lakše održavanje, premda češće. Cijevni rashladnici se sastoje od valjkastog kućišta ili plašta u koji je umetnut snop cijevi. Jedan od medija struji kroz cijevi, a drugi struji oko njih. Nemiješanje medija osiguravaju brtve.

## Upotreba i mediji u rashladnicima
Rashladnici na brodu imaju vrlo široku primjenu. Koriste se kao rashladnici vode, ulja i zraka glavnih ili pogonskih strojeva, rashladnici vode,ulja i zraka diesel generatora, te na ostalim motorima s unutrašnjim izgaranjem. 
Osim na sustavima motora s unutarnjim izgaranjem, rashladnike možemo sresti i na još mnogo drugih sustava. Njih ćemo susresti na sustavu hlađenja hidrauličnih dizalica, na brodskoj ledenici, na sustavu klima uređaja, na evaporatoru za proizvodnju slatke vode ili desalinizatoru, na kotlovima, kompresorima zraka... Negdje se koriste i kao kondenzatori, te se tako i zovu, ali izvedba je u potpunosti ista.

### Mediji
Vrste medija u rashladniku ovise o njegovoj namjeni. Najčešće se na brodovima sreću rashladnici vode i ulja, a na motorima s unutrašnjim izgaranjem i rashladnici zraka. Kod rashladnika kompresora hladit će se zrak, ili neki rashladni plin (razni Freoni).
Rashladni medij koji odvodi toplinu je većinom morska voda, a kod nekih manjih uređaja rashladni medij je zrak.